# Francisco Smith
Francisco Smith ou Francis Smith (Lisboa, 1881 — Paris, 1961), foi um pintor de nacionalidade portuguesa e, mais tarde, francesa. 

## Biografia / Obra

As escadinhas, c 1934, óleo sobre tela, 73 x 60 cm

De origem inglesa, Francisco Smith nasceu em Lisboa. Em 1907 fixou residência em Paris; a partir daí e até à data da sua morte só muito raramente regressou a Portugal. 
Na década de 1930 casou-se com a escultora Yvonne Mortier e adotou a nacionalidade francesa, simplificando o nome para Francis Smith.
Expôs em Portugal na Exposição dos Livres de 1911 (tida como marco fundador na historiografia da arte portuguesa), e também na Galeria de Artes em 1916, no Salão de Outono em 1925 e individualmente em 1934 no Salão Bobone, a convite do SPN / SNI; a partir desse ano não regressaria a Portugal, embora tenha participado na I Exposição de Arte Moderna do S.P.N. em 1935. 
A sua carreira desenrolou-se praticamente toda em França, "expondo em galerias pequenas ou de segunda ordem […], participando em todos os «salons» desde 1922, tendo obras adquiridas para museus de província". 
A sua obra é uma longa exploração da memória dos lugares de infância, "vivida entre bairros populares povoados de gentes e conversas, fixados num tempo de certa candura [...] e que só o trabalho pictórico restitui através de uma poética procuradamente ingénua" , que poderá encontrar paralelo em Utrillo.  
Francisco Smith "ficou fiel a uma ideia de Lisboa, mil vezes explorada em pequenas telas de vistas lembradas da cidade, […] quando não (e muitas vezes) de aldeias ou vilas de uma província imaginada também, sempre na mesma paleta doce" .
Em 1967 o Secretariado Nacional de Informação organizou a Exposição retrospetiva de Francisco Smith, 1881-1961; dois anos mais, tarde o Centro Cultural Português da Fundação Calouste Gulbenkian, Paris, organizava a mostra Le Portugal dans l'oeuvre de Francis Smith.  
A obra de Francisco Smith integrou grandes mostras de arte portuguesa, nomeadamente a exposição itinerante Art Portugais, Bruxelas, Paris, Madrid, 1967-1968. Está representado no Museu do Chiado, no Centro de Arte Moderna José de Azeredo Perdigão, Fundação Calouste Gulbenkian, Lisboa, e em outras coleções públicas e privadas.  